# Cueta trivirgata
Cueta trivirgata är en insektsart som först beskrevs av Carl Eduard Adolph Gerstäcker 1885. 
Cueta trivirgata ingår i släktet Cueta och familjen myrlejonsländor. Inga underarter finns listade i Catalogue of Life.